# Генеральний план Мангеттена

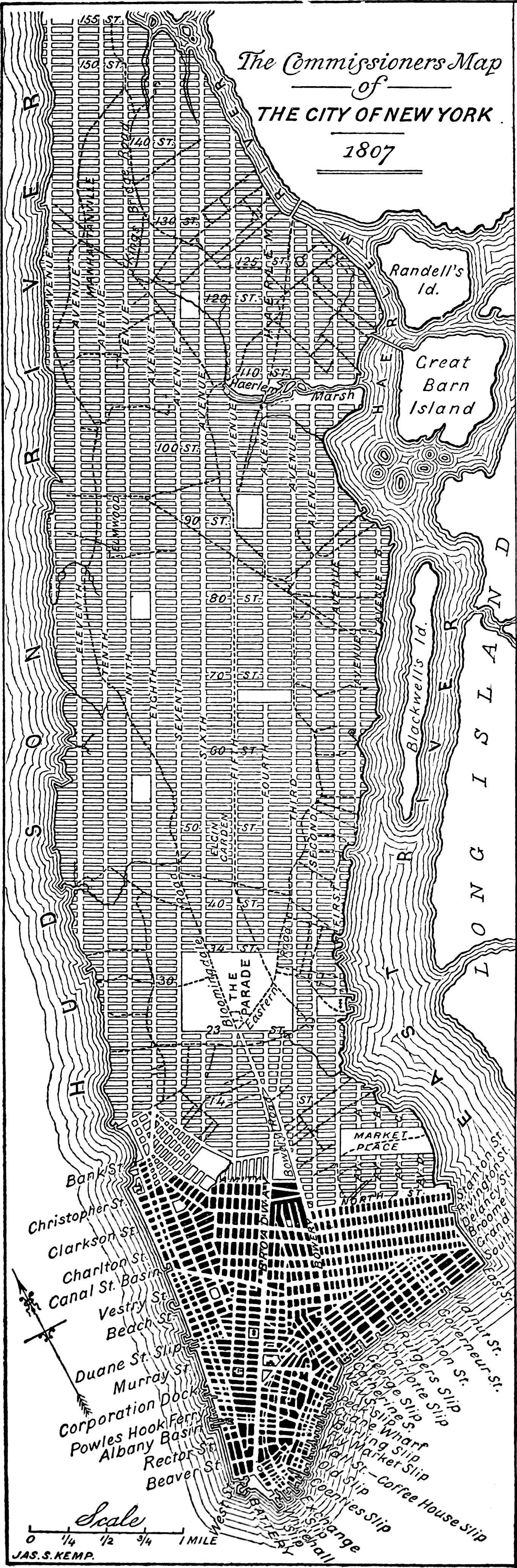
Схема планування Мангеттена, запропонована в 1807 році

Генеральний план Манхеттена (англ. Commissioners' Plan of 1811, дослівно План комісарів 1811 року) — комплексний план розвитку Манхеттена, затверджений 1811 року.
Ініціатором створення плану була легіслатура штату Нью-Йорк. Основним його призначенням було упорядкувати забудову та продаж ділянок між 14-ю вулицею і районом Вашингтон-Гайтс (Мангеттен). В основу плану лягла гіпподамова система, що визначила сучасний вигляд найстарішого боро. Від самого початку план критикували за його одноманітність і строгість порівняно зі схемами забудови старіших міст. Однак останніми роками його вважають вдалим прикладом містобудівного проектування.
Загальну концепцію витримано, але реальна забудова острова має деякі відхилення від плану. Найбільшою відмінністю є Центральний парк, якого не було в початковому плані, а проект з'явився лише 1853 року. Він простягається від 5-ї до 8-ї авеню і від 59-ї до 110-ї вулиці.

## Історія
Плану 1811 передувало кілька не затверджених проектів. Так, у 1797 році міська рада доручила Джозефу Менджіну (англ. Joseph Mangin) і Казимиру Гьорку (англ. Casimir Goerck) розробити попередній план прокладки майбутніх вулиць. Гьорк і Менджін накреслили мапу, на якій розташування більшості вулиць було схоже на те, як його бачили у майбутньому власники тих земель. Але міська рада рішуче відкинула цю схему.
У 1807 році міська рада запросила у влади штату Нью-Йорк новий варіант вуличного планування. Основним завданням проекту мало стати створення зручного міського планування:
| <…> вулиці повинні бути прокладені <…> таким чином, щоб поєднати в собі систематичність і порядок з суспільною користю і вигодою і, особливо, щоб оздоровити місто<…>. Оригінальний текст (англ.) laying out Streets… in such a manner as to unite regularity and order with the public convenience and benefit and in particular to promote the health of the City…. |

У березні 1807 рада призначила комісію зі створення остаточного міського плану. До її складу увійшли троє осіб: політики і колишні сенатори Говернер Морріс та Джон Резерфорд і топограф Симеон Де-Вітт. Через місяць влада штату наділила комісію широкими повноваженнями. Вона отримала виключні права:
| <…> на прокладку вулиць, доріг і площ таких ширини, протяжності і напрямку, які б ішли найбільше на загальне благо, а також на знесення тих вулиць чи парків, які були викладені раніше, <…> [але] які міська рада не затвердила. Оригінальний текст (англ.) <…> to lay out streets, roads, and public squares, of such width, extent, and direction, as to them shall seem most conducive to public good, and to shut up, or direct to be shut up, any streets or parts thereof which have been heretofore laid out <…> [but] not accepted by the Common Council. |

Під юрисдикцію комісії потрапила територія Манхеттена на північ від Хаустон-стріт, а також прибережні смуги річок Гудзон та Іст-Рівер завширшки 600 футів (близько 180 метрів). Головою комісії призначено Морріса. Її членам платили по 4 долари в день, і вони, на превелике невдоволення землевласників, володіли правом вільного доступу на приватні землі. Як пізніше згадував топограф Джон Рендел молодший:
| [мене] кілька разів заарештовував шериф через скарги <…> на те, що робітники, за вказівками членів комісії, незаконно проникали на територію ділянок, зрізали гілки з дерев тощо. Оригінальний текст (англ.) [I] was arrested by the Sheriff, on numerous suits instituted…for trespass and damage by…workmen, in passing over grounds, cutting off branches of trees. &c., to make surveys under instructions from the Commissioners. |

## Опис

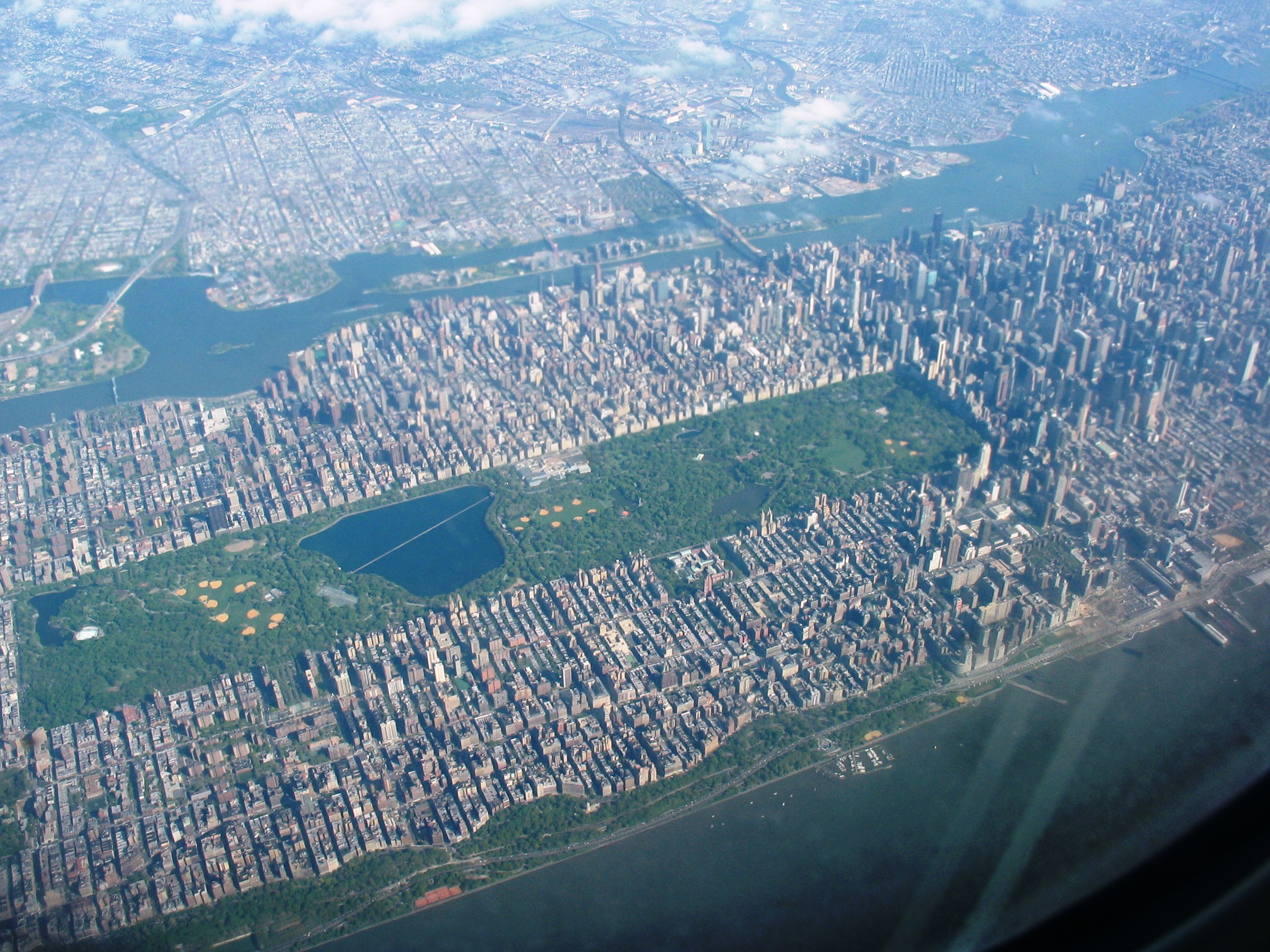
Прямокутну систему вулиць Манхеттена можна добре розгледіти з повітря (на фотографії — Мідтаун і Центральний парк)

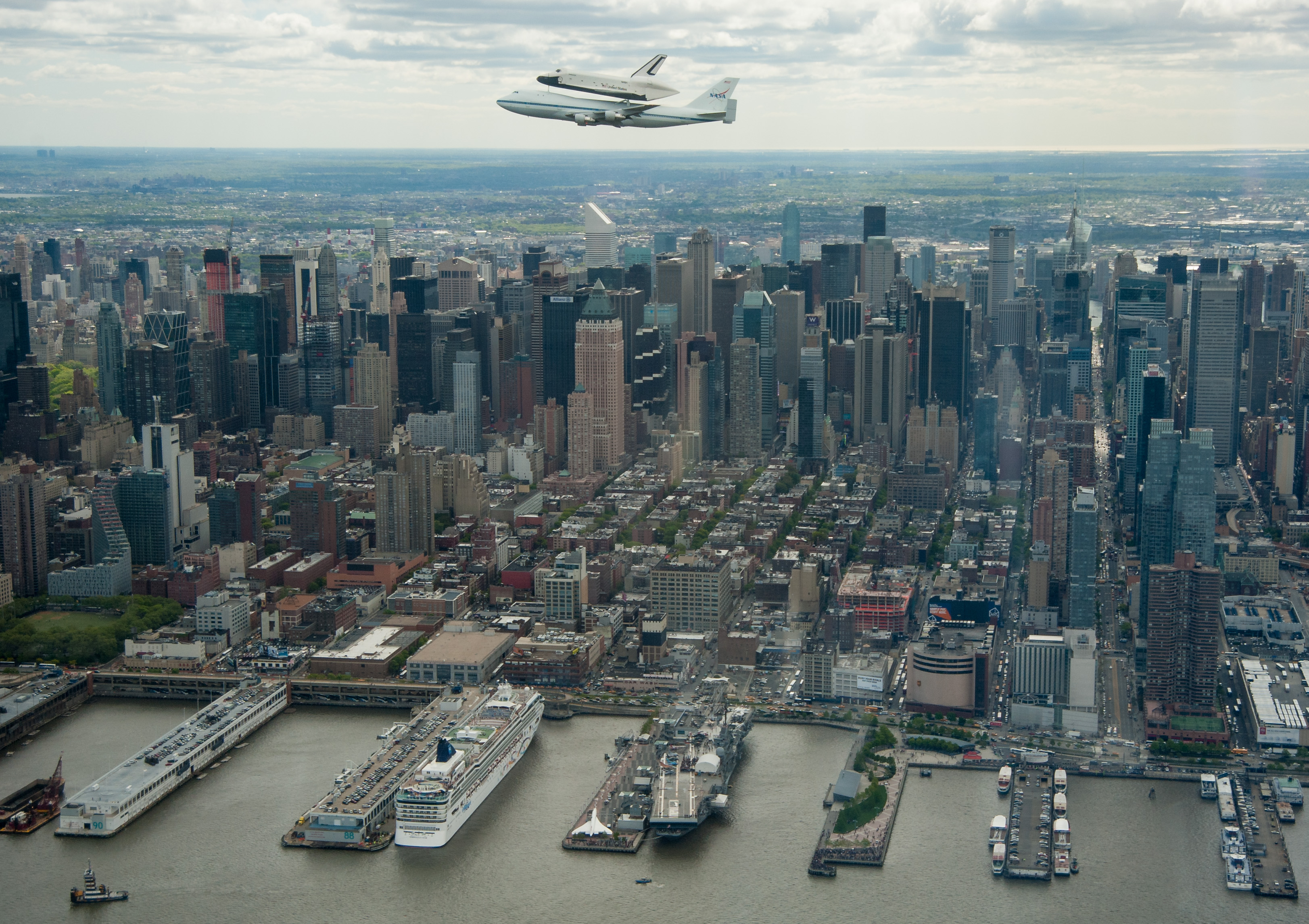
Квартал Пекельна кухня

У березні 1811 року комісія оприлюднила план у вигляді мапи завширшки 8 футів (приблизно 2,4 метра). На ній було накреслено 12 основних авеню, що проходили з півночі на південь паралельно до річки Гудзон, а також численні вулиці, що перетинали їх під прямим кутом. Вулиця Бродвей не входила в план 1811 року, а її додали згодом. Основною функцією запропонованої планування мала стати «вільна і достатня циркуляція повітря» (англ. a free and abundant circulation of air). Необхідність перетину вулиць під прямими кутами була викликана тим, що зведення прямокутних будинків обійшлося б найдешевше. 
План передбачав створення 155 вулиць. Вони повинні були бути прокладені по межах розмічених раніше земельних ділянок площею по 5 акрів (приблизно 20 000 м²). Вихідною точкою стала 1-а вулиця. Коротка і непримітна, вона пролягала від перетину Авеню B і Хаустон-стріт до перетину Бауері та Блікер-стріт. Своєрідним наріжним каменем, від якого починається прямокутна структура вулиць Манхеттена, є невеликий трикутний парк Перец-сквер.
Ширину кожної авеню встановили рівною 100 футам (приблизно 30 метрів). Відстань між сусідніми авеню в центрі острова мала бути близько 280 метрів, але вздовж берегової лінії вона мала бути меншою. Причиною цьому слугувало те, що ділянки вулиць біля пірсів мали більшу вартість, ніж розташовані в глибині острова. Ширину вулиць, що перетинають авеню, визначили рівною 60 футам (близько 18 метрів); відстань між вулицями — в середньому 200 футів (близько 61 метра). Внаслідок такого розбиття утворилося близько 2000 вузьких і протяжних ділянок. Ширину 15-ти вулиць: 14-ї, 23-ї, 34-ї, 42-ї, 57-ї, 72-ї, 79-ї, 86-ї, 96-ї, 106-ї, 116-ї, 125-ї, 135-ї, 145-ї та 155-ї встановили рівною 100 футам (приблизно 30 метрів).
Зведені раніше будови мали залишатись недоторканими. Якщо ж будівлі підлягали знесенню, власникам виплачували компенсацію.